# Station Rosières-aux-Salines
Station Rosières-aux-Salines is een spoorwegstation in de Franse gemeente Dombasle-sur-Meurthe, op de grens met de buurgemeente Rosières-aux-Salines.